# アレクサンデル・ザヴァツキ
アレクサンデル・ザヴァツキ（ザワツキ、ザヴァツキー、ザワツキーとも表記される、ポーランド語: Aleksander Zawadski〈ポーランド語発音: [alɛˈksandɛr zaˈvat͡skʲi]〉、alias Kazik, Wacek, Bronek, One、1899年12月16日 - 1964年8月7日）は、ポーランド人民共和国の初代国家評議会議長。
ビェルト政権下で同国の社会主義化を推し進めた。